# Olivier Dedie
Olivier Dedie (geboren 1914 oder 1915; gestorben 25. Dezember 2010) war ein Schweizer Lokalhistoriker.

## Leben
Dedie erwarb den Doktortitel in Zoologie um 1940 in Lausanne, arbeitete als Privatlehrer in Rolle VD und leitete während mehreren Jahren ein Pensionat namens la Combe. Er war Mitglied der Société d’histoire de la Côte (Historischer Verein der Waadtländer Küste), für die er Vorträge hielt. Er verfasste zahlreiche Artikel in der Zeitung La Nation der Ligue vaudoise, besonders über Kunst- oder Architekturgeschichtliches der Stadt Rolle oder ihrer Region. Zudem verfasste er zahlreiche lokalgeschichtliche Monografien. Er war verheiratet und hatte Kinder.
Dedie starb am 25. Dezember 2010 im Alter von 95 Jahren.

## Publikationen
- Etude de Salmincola mattheyi n. sp., Copépode parasite de l'Omble-Chevalier Salmo salvelinus L. 1940
- A propos d'une exploitation industrielle à l'époque romaine : IIe au IVe siècle après Jésus-Christ. 1967
- 100 ans de navigation à vapeur sur le Léman. 1996
- Le dernier journal du pasteur Christophe Moehrlen. 1987
- Le coffre-fort de l'Armée Bourbaki : échos outre-Jura de la Commune de Paris où il est question de colonnes. 1997
- La guerre de 1914–1918 par les cartes postales et ses chroniqueurs. 1992
- Histoire de la navigation sur le lac de Joux. 1978
- Etude de Salmincola mattheyi n. sp., copépode parasite de l'omble-chevalier (Salmo salvelinus L.). 1940
- De la villa romaine de la Combaz à St. Nicolas de Vers : promenade archéologique. 1996
- Histoire imagée du Major Davel. 1991
- Deux Suisses à New York : Charles Dedie (1881–1970), Charles Gottraux (1881–1953). 1987
- Quand l'Hirondelle s'échouait devant La Becque : ressouvenance d'autres catastrophes. 2000
- Une histoire de sucre en 1812. 1989
- Le général Bouquet ce mal-aimé. 1974
- A propos de la villa romaine de Rolle. 1984
- Un Rollois, le Général Bouquet, glorifié aux USA. 1977